# Quai de la Garonne
Quai de la Garonne (nábřeží Garonny) je nábřeží v Paříži. Nachází se v 19. obvodu. Je pojmenováno podle francouzské řeky Garonny.

## Poloha
Nábřeží vede podél západního břehu vodního kanálu Rouvray. Začíná u ulice Rue Germaine-Tailleferre a končí u ulice Rue de Thionville, kde na něj navazuje Quai de Metz.